# Microiulus merontis
Microiulus merontis är en mångfotingart som beskrevs av Carl Graf Attems. Microiulus merontis ingår i släktet Microiulus och familjen kejsardubbelfotingar. Inga underarter finns listade i Catalogue of Life.